# Grand Prix Francji 1953
Grand Prix Francji 1953 (oryg. Grand Prix de l’ACF) – 5. runda Mistrzostw Świata Formuły 1 w sezonie 1953, która odbyła się 5 lipca 1953 po raz 3. na torze Reims-Gueux.
40. Grand Prix Francji, 4. zaliczane do Mistrzostw Świata Formuły 1.

## Wyniki

### Kwalifikacje
Źródło: statsf1.com
| P  | Nr | Kierowca                | Konstruktor(-silnik)  | Opony | Czas   | Odstęp | Strata  |
| -- | -- | ----------------------- | --------------------- | ----- | ------ | ------ | ------- |
| 1  | 10 | Alberto Ascari          | Ferrari               | P     | 2:41,2 | –      | –       |
| 2  | 24 | Felice Bonetto          | Maserati              | P     | 2:41,5 | +0,3   | +0,3    |
| 3  | 12 | Luigi Villoresi         | Ferrari               | P     | 2:41,9 | +0,4   | +0,7    |
| 4  | 18 | Juan Manuel Fangio      | Maserati              | P     | 2:42,0 | +0,1   | +0,8    |
| 5  | 20 | José Froilán González   | Maserati              | P     | 2:42,4 | +0,4   | +1,2    |
| 6  | 14 | Giuseppe Farina         | Ferrari               | P     | 2:42,5 | +0,1   | +1,3    |
| 7  | 16 | Mike Hawthorn           | Ferrari               | P     | 2:43,5 | +1,0   | +2,3    |
| 8  | 22 | Onofre Marimón          | Maserati              | P     | 2:44,4 | +0,9   | +3,2    |
| 9  | 46 | Emmanuel de Graffenried | Maserati              | P     | 2:46,1 | +1,7   | +4,9    |
| 10 | 44 | Louis Rosier            | Ferrari               | D     | 2:51,1 | +5,0   | +9,9    |
| 11 | 42 | Prince Bira             | Connaught-Lea-Francis | D     | 2:53,2 | +2,1   | +12,0   |
| 12 | 38 | Bob Gerard              | Cooper-Bristol        | D     | 2:54,2 | +1,0   | +13,0   |
| 13 | 36 | Stirling Moss           | Cooper-Alta           | D     | 2:55,7 | +1,5   | +14,5   |
| 14 | 40 | Ken Wharton             | Cooper-Bristol        | D     | 2:55,8 | +0,1   | +14,6   |
| 15 | 34 | Élie Bayol              | OSCA                  | P     | 2:56,9 | +1,1   | +15,7   |
| 16 | 26 | Lance Macklin           | HWM-Alta              | D     | 2:57,2 | +0,3   | +16,0   |
| 17 | 28 | Peter Collins           | HWM-Alta              | D     | 3:02,0 | +4,8   | +20,8   |
| 18 | 30 | Yves Giraud-Cabantous   | HWM-Alta              | D     | 3:06,7 | +4,7   | +25,5   |
| 19 | 50 | Roy Salvadori           | Connaught-Lea-Francis | D     | 3:23,0 | +16,3  | +41,8   |
| 20 | 6  | Harry Schell            | Gordini               | E     | 3:25,8 | +2,8   | +44,6   |
| 21 | 48 | Johnny Claes            | Connaught-Lea-Francis | E     | 4:06,5 | +40,7  | +1:25,3 |
| 22 | 2  | Jean Behra              | Gordini               | E     | 4:07,0 | +0,5   | +1:25,8 |
| 23 | 4  | Maurice Trintignant     | Gordini               | E     | 4:07,4 | +0,4   | +1:26,2 |
| 24 | 8  | Roberto Mieres          | Gordini               | E     | 4:08,0 | +0,6   | +1:26,8 |
| 25 | 32 | Louis Chiron            | OSCA                  | P     | 4:08,9 | +0,9   | +1:27,7 |
| P  | Nr | Kierowca                | Konstruktor(-silnik)  | Opony | Czas   | Odstęp | Strata  |

### Wyścig
Źródła: statsf1.com
| P                 | + / – | Nr | Kierowca                | Konstruktor           | Opony | Okr. | Czas / Strata | Komentarz   |
| ----------------- | ----- | -- | ----------------------- | --------------------- | ----- | ---- | ------------- | ----------- |
| 1                 | 6     | 16 | Mike Hawthorn           | Ferrari               | P     | 60   | 2:44:18,6     |             |
| 2                 | 2     | 18 | Juan Manuel Fangio      | Maserati              | P     | 60   | +1,0          |             |
| 3                 | 2     | 20 | José Froilán González   | Maserati              | P     | 60   | +1,4          |             |
| 4                 | 3     | 10 | Alberto Ascari          | Ferrari               | P     | 60   | +4,6          |             |
| 5                 | 1     | 14 | Giuseppe Farina         | Ferrari               | P     | 60   | +1:07,6       |             |
| 6                 | 3     | 12 | Luigi Villoresi         | Ferrari               | P     | 60   | +1:15,9       |             |
| 7                 | 2     | 46 | Emmanuel de Graffenried | Maserati              | P     | 58   | +2 okr.       |             |
| 8                 | 2     | 44 | Louis Rosier            | Ferrari               | D     | 56   | +4 okr.       |             |
| 9                 | 1     | 22 | Onofre Marimón          | Maserati              | P     | 55   | +5 okr.       |             |
| 10                | 12    | 2  | Jean Behra              | Gordini               | E     | 55   | +5 okr.       |             |
| 11                | 1     | 38 | Bob Gerard              | Cooper-Bristol        | D     | 55   | +5 okr.       |             |
| 12                | 9     | 48 | Johnny Claes            | Connaught-Lea-Francis | E     | 53   | +7 okr.       |             |
| 13                | 4     | 28 | Peter Collins           | HWM-Alta              | D     | 52   | +8 okr.       |             |
| 14                | 4     | 30 | Yves Giraud-Cabantous   | HWM-Alta              | D     | 50   | +10 okr.      |             |
| 15                | 10    | 32 | Louis Chiron            | OSCA                  | P     | 43   | +17 okr.      |             |
| Niesklasyfikowani |       |    |                         |                       |       |      |               |             |
|                   |       | 24 | Felice Bonetto          | Maserati              | P     | 42   | +18 okr.      | silnik      |
|                   |       | 36 | Stirling Moss           | Cooper-Alta           | D     | 38   | +22 okr.      | sprzęgło    |
|                   |       | 42 | Prince Bira             | Connaught-Lea-Francis | D     | 29   | +31 okr.      | dyferencjał |
|                   |       | 34 | Élie Bayol              | OSCA                  | P     | 18   | +42 okr.      | silnik      |
|                   |       | 40 | Ken Wharton             | Cooper-Bristol        | D     | 17   | +43 okr.      | silnik      |
|                   |       | 4  | Maurice Trintignant     | Gordini               | E     | 14   | +46 okr.      | przekładnia |
|                   |       | 26 | Lance Macklin           | HWM-Alta              | D     | 9    | +51 okr.      | sprzęgło    |
|                   |       | 6  | Harry Schell            | Gordini               | E     | 4    | +56 okr.      | przekładnia |
|                   |       | 8  | Roberto Mieres          | Gordini               | E     | 4    | +56 okr.      | oś          |
|                   |       | 50 | Roy Salvadori           | Connaught-Lea-Francis | D     | 2    | +58 okr.      | zapłon      |
| P                 | + / – | Nr | Kierowca                | Konstruktor           | Opony | Okr. | Czas / Strata | Komentarz   |

### Najszybsze okrążenie
Źródło: statsf1.com
| Nr | Kierowca           | Konstruktor | Czas   | Okr. |
| -- | ------------------ | ----------- | ------ | ---- |
| 18 | Juan Manuel Fangio | Maserati    | 2:41,1 | 25   |

### Prowadzenie w wyścigu
Źródło: statsf1.com
| Nr                              | Kierowca              | Konstruktor | Okrążenia                                | Suma |
| ------------------------------- | --------------------- | ----------- | ---------------------------------------- | ---- |
| 20                              | José Froilán González | Maserati    | 1-29                                     | 29   |
| 18                              | Juan Manuel Fangio    | Maserati    | 30-31, 35-36, 39-41, 45-47, 49-53, 55-56 | 17   |
| 16                              | Mike Hawthorn         | Ferrari     | 32-34, 37-38, 42-44, 48, 54, 57-60       | 14   |
| \| Wykres \| \| ------ \| \| \| |                       |             |                                          |      |
| Wykres                          |                       |             |                                          |      |
|                                 |                       |             |                                          |      |

## Klasyfikacja po wyścigu
Pierwsza piątka otrzymywała punkty według klucza 8-6-4-3-2, 1 punkt przyznawany był dla kierowcy, który wykonał najszybsze okrążenie w wyścigu. Klasyfikacja konstruktorów została wprowadzona w 1958 roku. Liczone było tylko 4 najlepsze wyścigi danego kierowcy.
Uwzględniono tylko kierowców, którzy zdobyli jakiekolwiek punkty
| P  | +/− | Kierowca                | Starty | Punkty | P1 | P2 | P3 | PP | NO | NS |
| -- | --- | ----------------------- | ------ | ------ | -- | -- | -- | -- | -- | -- |
| 1  | 0   | Alberto Ascari          | 4      | 28     | 3  | –  | –  | 3  | 1  | –  |
| 2  | +5  | Mike Hawthorn           | 4      | 14     | 1  | –  | –  | –  | –  | –  |
| 3  | −1  | Luigi Villoresi         | 4      | 13     | –  | 2  | –  | –  | 1  | 1  |
| 4  | 0   | José Froilán González   | 4      | 11     | –  | –  | 3  | –  | 1  | 1  |
| 5  | −2  | Bill Vukovich           | 1      | 9      | 1  | –  | –  | 1  | 1  | –  |
| 6  | −1  | Giuseppe Farina         | 4      | 8      | –  | 1  | –  | –  | –  | 2  |
| 7  | N   | Juan Manuel Fangio      | 4      | 7      | –  | 1  | –  | 1  | 1  | 3  |
| 8  | −2  | Art Cross               | 1      | 6      | –  | 1  | –  | –  | –  | –  |
| 9  | −1  | Emmanuel de Graffenried | 3      | 5      | –  | –  | –  | –  | –  | –  |
| 10 | −1  | Onofre Marimón          | 2      | 4      | –  | –  | 1  | –  | –  | –  |
| 11 | −1  | Felice Bonetto          | 3      | 2      | –  | –  | 1  | –  | –  | 2  |
| 12 | −1  | Duane Carter            | 1      | 2      | –  | –  | 1  | –  | –  | –  |
| 12 | −1  | Sam Hanks               | 1      | 2      | –  | –  | 1  | –  | –  | –  |
| 14 | −1  | Maurice Trintignant     | 4      | 2      | –  | –  | –  | –  | –  | 1  |
| 15 | −1  | Oscar Alfredo Gálvez    | 1      | 2      | –  | –  | –  | –  | –  | –  |
| 15 | −1  | Jack McGrath            | 1      | 2      | –  | –  | –  | –  | –  | –  |
| 17 | −1  | Paul Russo              | 1      | 1,5    | –  | –  | –  | –  | –  | –  |
| 17 | −1  | Fred Agabashian         | 1      | 1,5    | –  | –  | –  | –  | –  | –  |
| P  | +/− | Kierowca                | Starty | Punkty | P1 | P2 | P3 | PP | NO | NS |